# Piccolo grande amore
Piccolo grande amore (Engels: Pretty Princess) is een Italiaanse romantische komedie uit 1993 onder regie van Carlo Vanzina, met in de hoofdrollen Barbara Snellenburg en Raoul Bova.

## Verhaal
Liechtenhaus, een fictief klein Europees vorstendom, wordt geregeerd door Prins Max, maar het kleine landje is bijna failliet. Sterker nog, als hij niet snel aan geld kan geraken, moet hij het koninklijk paleis misschien wel verkopen aan Amerikaanse projectontwikkelaars om er een casinocomplex van te maken. Gelukkig heeft hij een knappe dochter, Prinses Sofia. Als hij haar kan uithuwelijken aan de onaantrekkelijke, maar rijke erfgenaam van een vergelijkbaar nabijgelegen vorstendom, zal de bruidsschat die hij krijgt zijn kleine landje ruimschoots redden. Helaas voor hem weigert zijn dochter dit gearrangeerde huwelijk pertinent. Ze ontsnapt en begint een romance met een knappe, maar berooide windsurfinstructeur.

## Rolverdeling
| Acteur              | Personage          |
| ------------------- | ------------------ |
| Barbara Snellenburg | prinses Sofia      |
| Raoul Bova          | Marco              |
| David Warner        | prins Max          |
| Susannah York       | koningin Christina |
| Paul Freeman        | graaf Otto Von Dix |
| Catherine Schell    | gravin Von Dix     |
| Liz Smith           | koningin-moeder    |
| Jessica Simpson     | prinses Astrid     |
| Marc Sinden         | kapitein Benadotti |
| Alessio Avenali     | Rafael Botero      |
| Bettina Giovannini  | Olivia             |
| Francesca Ventura   | Rita               |
| Godfrey James       | Franz              |
| Adam Barker         | prins Frederick    |